# 博纳克
博纳克（法語：Bonnac，法語發音：[bɔnak]）是法国阿列日省的一个市镇，位于该省中北部，属于帕米耶区。

## 地理
博纳克（43°9'57"N, 1°35'33"E）面积9.63 平方千米，位于法国奧克西塔尼大區阿列日省，该省份为法国西南部内陆省份，西部和北部与上加龙省接壤，东临奥德省，东南至东比利牛斯省接壤，南与安道尔和西班牙接壤。
与博纳克接壤的市镇（或旧市镇、城区）包括：贝扎克、蒙托、帕米耶、萨韦尔丹、安藏、勒韦尔内、帕雷阿日新城。

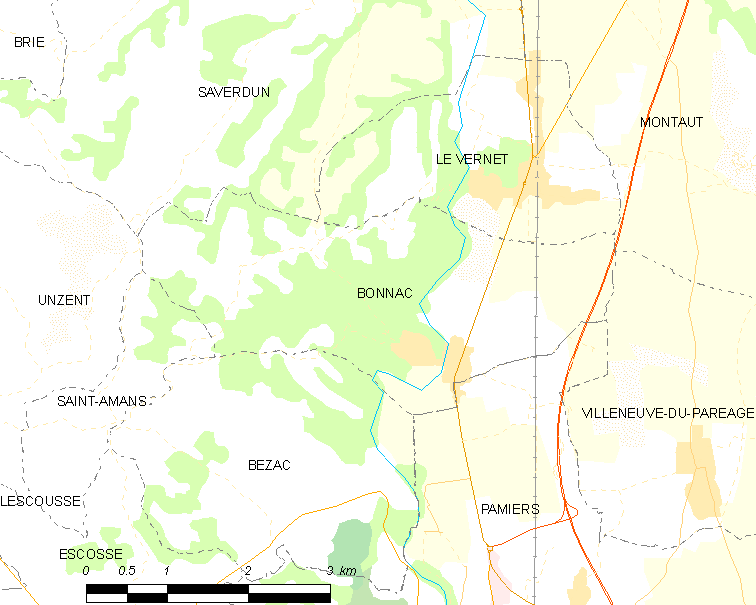
博纳克的OSM定位图

博纳克的时区为UTC+01:00、UTC+02:00（夏令时）。

## 行政
博纳克的邮政编码为09100，INSEE市镇编码为09060。

## 政治
博纳克所属的省级选区为阿列日之门县。

## 人口

1962-2008年间博纳克人口变化图示

博纳克于2022年1月1日时的人口数量为789人。